# Kirchdorf, Niedersachsen
Kirchdorf är en kommun och ort i Landkreis Diepholz i förbundslandet Niedersachsen i Tyskland.
Kommunen ingår i kommunalförbundet Samtgemeinde Kirchdorf tillsammans med ytterligare fem kommuner.